# Fever (сингл Bullet for My Valentine)
«Fever» (укр. Лихоманка) — це четвертий, фінальний, сингл валлійського металкор-гурту «Bullet for My Valentine» з їх третього, однойменного, альбому «Fever». Продюсером виступив Дон Гілмор.

## Про сингл
Сингл вийшов 21 березня 2011. Це єдиний сингл з альбому, що немає музичного відеокліпу. Композиція отримала схвальні відгуки. Описавши Your Betrayal як «інтенсивність барабанів, а потім неймовірно чіткий риф», критик з ВВС Разік Рауф заявив, що «цей підхід зберігається протягом усіх синглових композицій альбому».

## Список композицій
| #                        | Назва                           | Тривалість |
| ------------------------ | ------------------------------- | ---------- |
| 1.                       | «Fever» (радіо версія)          | 3:37       |
| 2.                       | «Your Betrayal» (наживо на XFM) | 4:51       |
| Загальна тривалість 8:29 |                                 |            |

| Промо сингл              | Промо сингл                       | Промо сингл |
| #                        | Назва                             | Тривалість  |
| ------------------------ | --------------------------------- | ----------- |
| 1.                       | «Fever» (чиста британська версія) | 3:38        |
| 2.                       | «Fever» (чиста версія)            | 3:58        |
| Загальна тривалість 7:36 |                                   |             |

## Позиції у чартах
| Чарти (2010)                   | Найвища позиція |
| ------------------------------ | --------------- |
| US Mainstream Rock (Billboard) | 28              |

## Учасники запису
Інформація про учасників запису запозичена з сайту AllMusic:
- Меттью Так — вокал, ритм-гітара
- Майкл Педжет — гітара, беквокал
- Джейсон Джеймс — бас-гітара, вокал
- Майкл Томас — барабани